# Calea ferată Roman–Buhăiești
Calea ferată Roman–Buhăiești (linia 605) este o linie adiacentă magistralei CFR 600 cu lungimea de 71 km.
Roman, Sagna, Vulpășești, Stănița, Piscu Rusului, Zece Prăjini, Dagâța, Bălușești, Suhuleț, Mareșal Constantin Prezan, Dumești, Rafaila, Negrești Vaslui și Buhăiești sunt stațiile acestei căi ferate.
Operatorul feroviar care circulă pe această cale ferată este Regio Călatori.